# 12P/Pons-Brooks
La Cometa Pons-Brooks, formalmente 12P/Pons-Brooks, è una cometa periodica del Sistema solare, appartenente alla famiglia cometaria della cometa di Halley. La cometa è stata scoperta il 12 luglio 1812 da Jean-Louis Pons dall'Osservatorio di Marsiglia ed, indipendentemente, il 1º agosto da Vincent Wisniewski ed il 2 agosto da Alexis Bouvard.
Subito dopo la scoperta il periodo orbitale fu calcolato in 70 anni, con un'approssimazione di 5 anni; in seguito Johann Franz Encke calcolò un'orbita definitiva con un periodo di 70,68 anni. L'orbita calcolata da Encke fu utilizzata per calcolare le effemeridi per il ritorno del 1883, ma le ricerche furono infruttuose. La cometa fu invece riscoperta accidentalmente nello stesso anno da William Robert Brooks e successivamente identificata correttamente.
L'orbita percorsa dalla cometa presenta una notevole stabilità nel periodo compreso tra il 1740 ed il 2167, con nessuna alterazione significativa da parte dei pianeti. Infatti, il principale avvicinamento riscontrato nel periodo è avvenuto il 9 gennaio 1884, quando la cometa è transitata a 0,634 UA dalla Terra. Tuttavia l'attrazione gravitazionale esercitata dal nostro pianeta ha avuto un effetto trascurabile sul suo moto.
Il 3 marzo 2020 è stato reso noto che l'astrofilo tedesco Maik Meyer ha stabilito una correlazione tra la Cometa Pons-Brooks e le comete C/1457 A1 e C/1385 U1, che risulterebbero dunque delle precedenti apparizioni della cometa.

## Soprannome
12P/Pons-Brooks è soprannominata "Cometa del diavolo": nel corso delle osservazioni compiute nel luglio del 2023, infatti, venne rilevato che, durante le prime eruzioni, la chioma cometaria assumeva una caratteristica forma di corna (più recentemente, tuttavia, tale biforcazione non è più stata osservata).

## Outburst
Ad inizio luglio 2023 la cometa è stata soggetta ad un outburst (un'esplosione nel nucleo) di circa 5 magnitudini che l'ha portata ad una magnitudine visuale di circa 11,5a: la cometa fa parte del gruppo delle comete soggette ad outburst avendo avuto vari outburst anche nei due precedenti passaggi del 1884 e del 1954.

## Passaggio al perielio del 2024
La cometa è stata riscoperta il 10 giugno 2020. Nel 2024 attorno al perielio dovrebbe raggiungere la 4a e dovrebbe essere visibile durante l'eclissi di sole dell'8 aprile, raggiungendo il punto più vicino al Sole (perielio) il giorno 21.